# Martin Eliasson
Martin Eliasson, född 1987, är en svensk skådespelare. Eliasson är utbildad vid Teaterhögskolan i Stockholm 2007–2010.

## Filmografi
- 2002 – Tompta Gudh
- 2011 – Kronjuvelerna
- 2012 – Blue Marble Cafe
- 2013 – Inte flera mord
- 2014 – Krakel Spektakel
- 2019 – Fartblinda (TV-serie)

## Teater

### Roller (ej komplett)
| År   | Roll         | Produktion                          | Regi             | Teater                      |
| ---- | ------------ | ----------------------------------- | ---------------- | --------------------------- |
| 2009 |              | Swedish History X August Strindberg | Pontus Stenshäll | Teaterhögskolan i Stockholm |
| 2014 | Ellard Simms | Kom igen, Charlie Larry Shue        | Peter Dalle      | Oscarsteatern               |